# جائزة أيطاليا الكبرى 1921
جائزة أيطاليا الكبرى 1921 (بالإنجليزية: 1921 Italian Grand Prix)‏ هو سباق فورمولا 1 أقيم بتاريخ 4 سبتمبر 1921 في بريشا.